# Ungeduld des Herzens (2025)

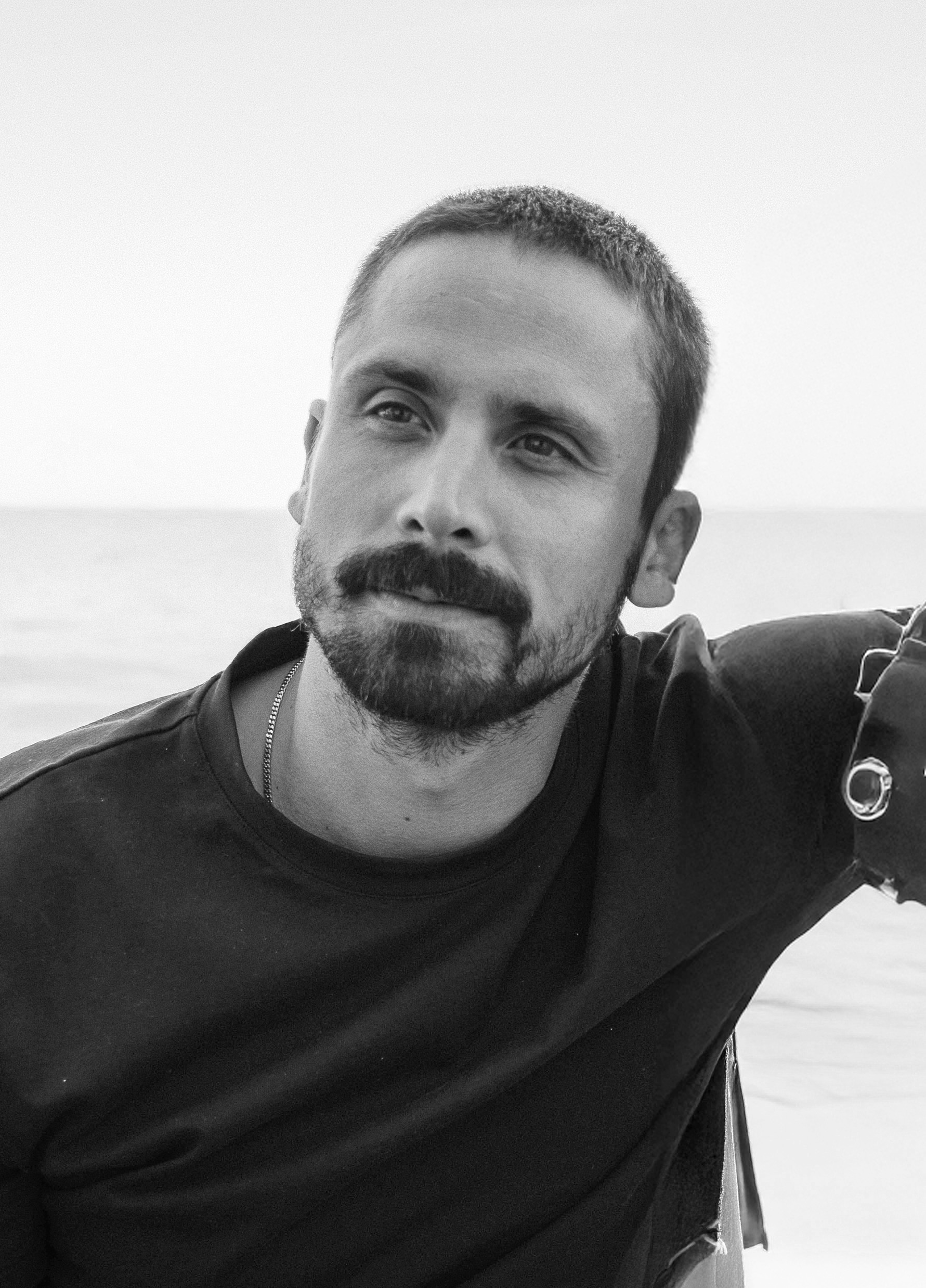
Regisseur Lauro Cress

Ungeduld des Herzens ist ein Filmdrama von Lauro Cress. Der Film basiert auf dem gleichnamigen Roman von Stefan Zweig und erzählt die Geschichte eines Bundeswehrsoldaten, der sich aus Mitleid mit der querschnittsgelähmten Tochter eines reichen Bauunternehmers einlässt. Ungeduld des Herzens feierte im Januar 2025 beim Filmfestival Max Ophüls Preis seine Premiere, wo er als bester Spielfilm und die Hauptdarsteller Ladina von Frisching und Giulio Brizzi als bester Schauspielnachwuchs ausgezeichnet wurden.

## Handlungsbeginn
Der Bundeswehrsoldat Isaac Nasic macht eine Ausbildung zum Fackelträger auf einem Truppenübungsplatz bei Berlin. Abends trifft er sich mit seinen Kameraden auf der Bowlingbahn. Weil Isaac den Gedanken nicht erträgt, dass seine Exfreundin kurz nach ihrer Trennung schon wieder einen neuen Mann hat, spricht er die nächstbeste Frau an, die ihm über den Weg läuft. Es ist Ilona. Isaac versucht sich bei ihrer Schwester Edith beliebt zu machen, die an einem Tisch sitzt. Bei dem Versuch sie hochzureißen, damit sie mit ihnen ein paar Bahnen wirft, übersieht er jedoch in seinem Übermut den neben ihr stehenden Rollstuhl, und Edith stürzt zu Boden.

## Produktion
Der Film basiert auf Stefan Zweigs Roman Ungeduld des Herzens, der 1939 erschienen und der einzige vollendete Roman des Autors ist. Der junge Protagonist in diesem ist Leutnant Anton Hofmiller.
Regie führte Lauro Cress, der auch zusammen mit Florian Plumeyer das auf Zweigs Roman basierende Drehbuch schrieb. Cress drehte den Film während seines Studiums an der Deutschen Film- und Fernsehakademie Berlin und nahm sich bei seiner Arbeit Freiheiten. Ungeduld des Herzens ist sein erster Langfilm.
Der deutsch-italienische Nachwuchsschauspieler Giulio Brizzi spielt den Bundeswehrsoldaten Isaac Nasic. Livia Matthes spielt Ilona, die er anspricht, und Ladina von Frisching deren im Rollstuhl sitzende Schwester Edith. Thomas Loibl spielt ihren Vater, einen vermögenden Bauunternehmer. Jan Fassbender spielt Isaacs Kumpel Holzer und Sira-Anna Faal Frau Moni. Ludwig Blochberger ist in der Rolle eines Feldwebels zu sehen.
Die Dreharbeiten fanden von Ende August bis Anfang Oktober 2022 in Berlin und Brandenburg statt. Als Kameramann fungierte Jan David Gunther.
Die Premiere des Films fand am 23. Januar 2025 beim Filmfestival Max Ophüls Preis statt. Anfang April 2025 wurde er bei Achtung Berlin und im Mai 2025 beim Filmkunstfest Mecklenburg-Vorpommern gezeigt. Im Juni 2025 wurde er beim Internationalen Filmfest Emden-Norderney aufgeführt.

## Rezeption

### Kritiken
Corinna Götz schreibt in ihrer Kritik, das Drehbuch spiele mit Sehgewohnheiten, der Erwartungshaltung des Publikums und Voreingenommenheiten gegenüber den Figuren, die bis in die Nebenrollen überzeugend besetzt seien. Dass sowohl Regisseur Lauro Cress als auch Kameramann Jan David Gunther reichlich Erfahrung mit Commercials und Musikvideos gesammelt haben, sei nicht zu übersehen, und die bestechende Ästhetik, das künstliche Neonlicht passe hier perfekt ins Bild, nach dem sich Isaac verzehrt. Die Poesie der Inszenierung und die Ironie der Dialoge erinnerten subtil an die literarische Vorlage. Die wachsende Anspannung werde von einem schräg-düsteren, unter die Haut kriechenden elektronischen Sounddesign untermalt, als hätte tatsächlich Derek Cianfrances Ryan-Gosling-Thriller The Place Beyond the Pines Pate gestanden.
Rudolf Worschech von der Epd Film sieht eine hervorragende Literaturadaption, die präzise inszeniert und hervorragend gespielt ist. Vor allem von Giulio Brizzi in der Rolle des Soldaten, der Rauheit (gerade in den seltsamen Ritualen der Soldaten) mit einer großen Einfühlsamkeit verbindet.
Andreas Dresen, der Vorsitzende der Jury beim Filmkunstfest Mecklenburg-Vorpommern, sieht Ungeduld des Herzens als einen sehr außergewöhnlichen Film. „Lauro Cress ist es wirklich gelungen, den Stoff mit Brachialgewalt in die Gegenwart zu katapultieren. Ein ganz großer Verdienst eines jungen Regisseurs: eine eigene Sicht auf diese Dinge mitzubringen und mit jungen Schauspielern eine kraftvolle Interpretation klassischer Literatur abzuliefern, die man als Zuschauer, würde ich behaupten, gar nicht als solche spürt.“

### Auszeichnungen
Achtung Berlin 2025
- Nominierung im Wettbewerb Spielfilm[3]

Festival des deutschen Films 2025
- Nominierung für den  Rheingold Publikumspreis
- Nominierung für den  Filmkunstpreis[7]

Filmfestival Max Ophüls Preis 2025
- Auszeichnung als Bester Spielfilm (Lauro Cress)
- Auszeichnung als Bester Schauspielnachwuchs (Ladina von Frisching)
- Auszeichnung als Bester Schauspielnachwuchs (Giulio Brizzi)[2]

Filmkunstfest Mecklenburg-Vorpommern 2025
- Auszeichnung als Bester Spielfilm mit dem Fliegenden Ochsen[8]
- Auszeichnung als Bester Schauspielnachwuchs (Giulio Brizzi und Ladina von Frisching)[9]

Internationales Filmfest Emden-Norderney 2025
- Nominierung für den NDR Filmpreis für den Nachwuchs

Neiße Filmfestival 2025
- Auszeichnung als Bester Spielfilm
- Auszeichnung für die Beste Hauptrolle (Giulio Brizzi)[10]